# Marseillan (Hautes-Pyrénées)
Marseillan (okzitanisch Massilhàn) ist eine französische Gemeinde mit 267 Einwohnern (Stand 1. Januar 2022) im Département Hautes-Pyrénées in der Region Okzitanien.

## Geografie
Die Gemeinde liegt in der Bigorre nordöstlich von Tarbes am Lanénos, einem linken Zufluss des Arros. Marseillan ist ein typisches Straßen- bzw. Waldhufendorf.

## Bevölkerungsentwicklung

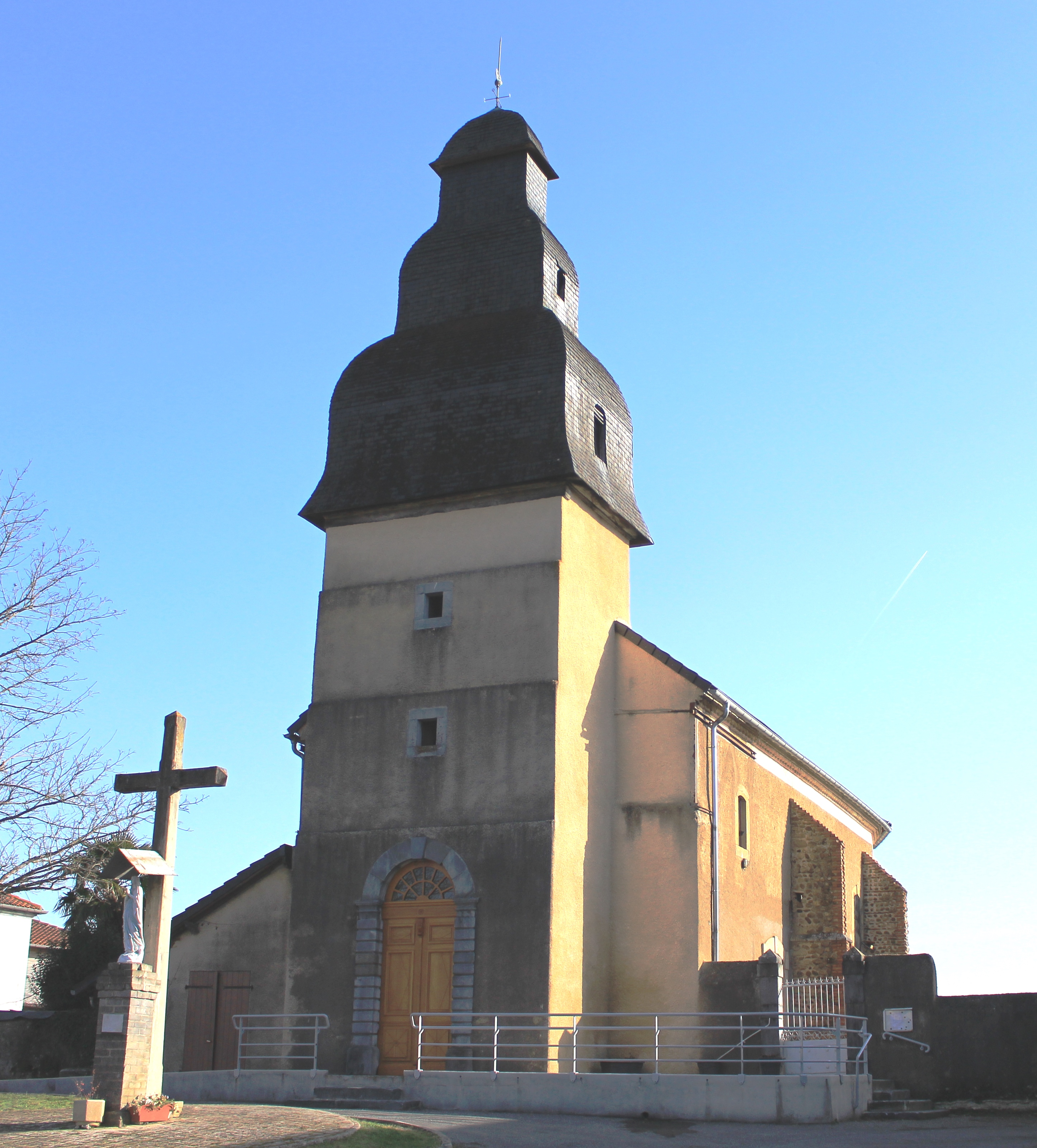
Kirche Saint-Hippolyte

| Jahr                       | 1962 | 1968 | 1975 | 1982 | 1990 | 1999 | 2012 | 2020 |
| Einwohner                  | 168  | 163  | 168  | 171  | 148  | 158  | 226  | 264  |
| Quellen: Cassini und INSEE |      |      |      |      |      |      |      |      |